# Bartolomeo Ammanati

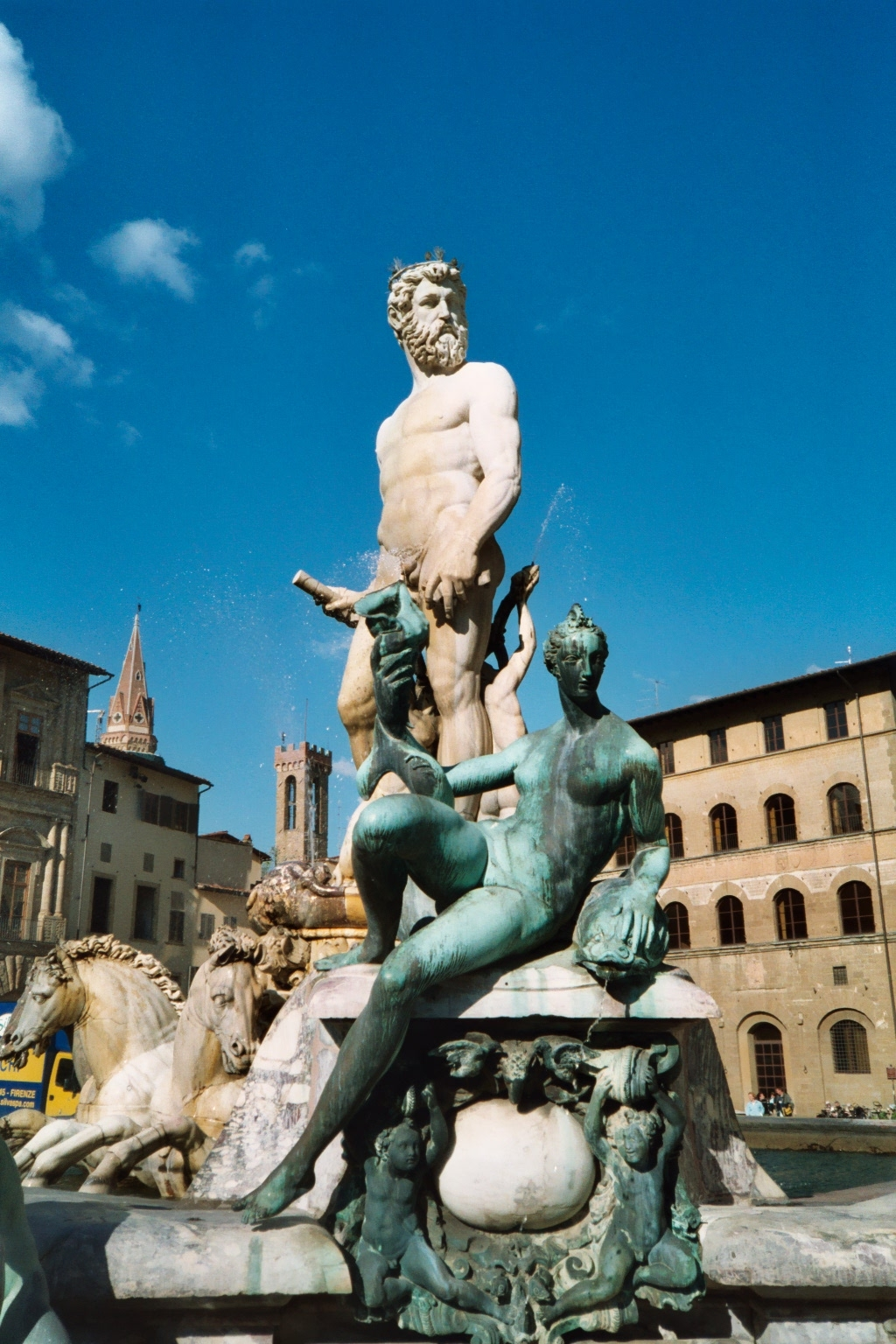
Neptunova fontána ve Florencii

Bartolomeo di Antonio Amman nebo Ammannati (18. června 1511 Settignano - 13. dubna 1592, tamtéž) byl italský architekt a sochař, představitel manýrismu.

## Život
Velkou část svého tvůrčího života prožil ve Florencii, byl učněm Baccia Bandinelliho, později odešel do Benátek, kde byl jeho učitelem Jacopo Sansovino.
Od roku 1550 působil v Římě, kde ve spolupráci s Vasarim a Vignolou navrhl mnoho budov, kromě jiných spolupracoval i na výstavbě paláce Villa Giulia, letního sídla papeže Julia II. (V současnosti Národní muzeum). Stavba, do které papež investoval velké množství finančních prostředků, je jedním z nejlepších příkladů manýristické architektury.
Je i autorem nádherného florentského mostu Ponte Santa Trinita přes řeku Arno, který je vedle florentského mostu Ponte Vecchio nejstarším elipsovým obloukovým mostem na světě.
Po Michelangelovi dokončil knihovnu Biblioteca Medicea Laurenziana (Knihovna Medicejských).
Patřil k nejvyhledávanějším sochařům ve Florencii, o čemž svědčí i významná zakázka na Neptunovu fontánu na Piazza della Signoria, kde dostal přednost před takovými mistry své doby jako byly Benvenuto Cellini a Giambologna.
Ammanatiho sochy byly tvořeny částečně v barokním stylu, ale především se při jejich stvárňovaní řídil manýristickými principy. Ve své sochařské tvorbě se často inspiroval Michelangelem, jakož i svým mistrem Sansovinem.
Byl velkým mistrem aktů, ale na konci svého života ovlivněn protireformací, své akty zavrhl.